# STL-bestand

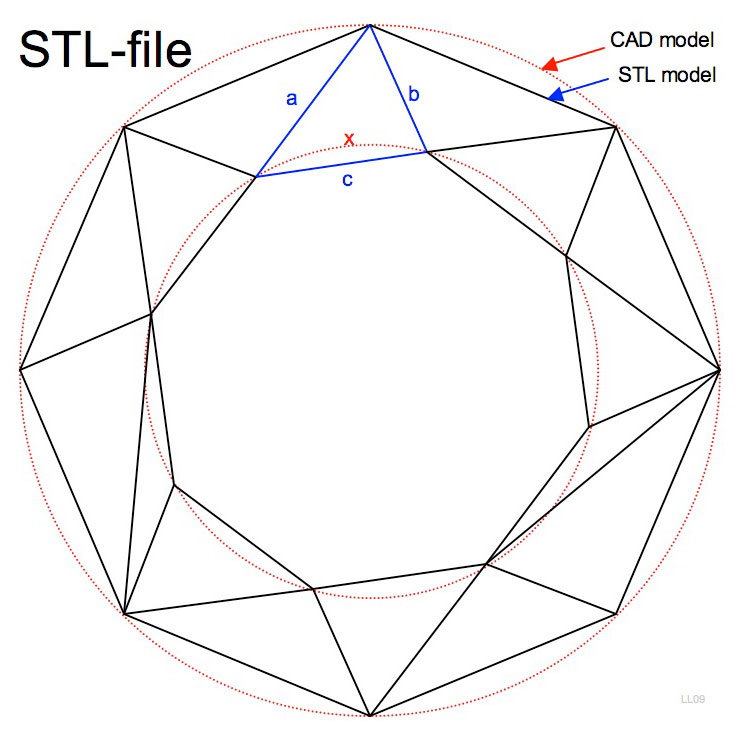
STL-file van een schijf.

Een STL-bestand is een computerbestand dat speciaal ontworpen is voor stereolithografie. Een STL-bestand wordt veel toegepast in het rapid prototyping-proces.
STL staat voor 'stereolithografie', maar heeft meerdere backroniemen zoals Surface Tessellation Language of Standard Triangle Language.
Een STL-bestand beschrijft alleen de oppervlaktegeometrie van een vorm, alsof deze betegeld is met vlakke driehoeken. De representatie van het oppervlak (materiaal, kleur en textuur) wordt niet beschreven. Het STL-bestand kan in ASCII-tekens of binair opgemaakt zijn. Binaire bestanden worden vaker toegepast omdat deze compacter zijn.
Omdat een STL-bestand een vorm enkel beschrijft met driehoeken, is de beschrijving altijd een grove benadering van de werkelijkheid. In de figuur hiernaast is een STL-bestand van een schijf getekend. De gehele schijf is nogal grof beschreven met zestien driehoeken. Bij de driehoek a-b-c is de cirkelboog x benaderd. Hierdoor ontstaat er een afwijking tussen het CAD-model en het (reële) STL-model. Naarmate het STL-bestand een groter aantal driehoeken beschrijft wordt de afwijking kleiner. Met andere woorden: de nauwkeurigheid van het STL-model neemt dan toe.

## Voorbeeld
```
solid test.stl
facet normal 0 0 0
	outer loop
		vertex 1.0 1.0 0.0
		vertex 0.0 0.0 0.0
		vertex 0.0 0.0 1.0
	endloop
endfacet
facet normal 0 0 0
	outer loop
		vertex 1.0 1.0 0.0
		vertex 0.0 0.0 1.0
		vertex 1.0 1.0 1.0
	endloop
endfacet
endsolid

```